# Bałtyk Koszalin
Bałtyk Koszalin – klub wielosekcyjny, m.in. piłkarski, lekkoatletyczny, tenisowy z siedzibą w Koszalinie.

## Sekcja piłkarska

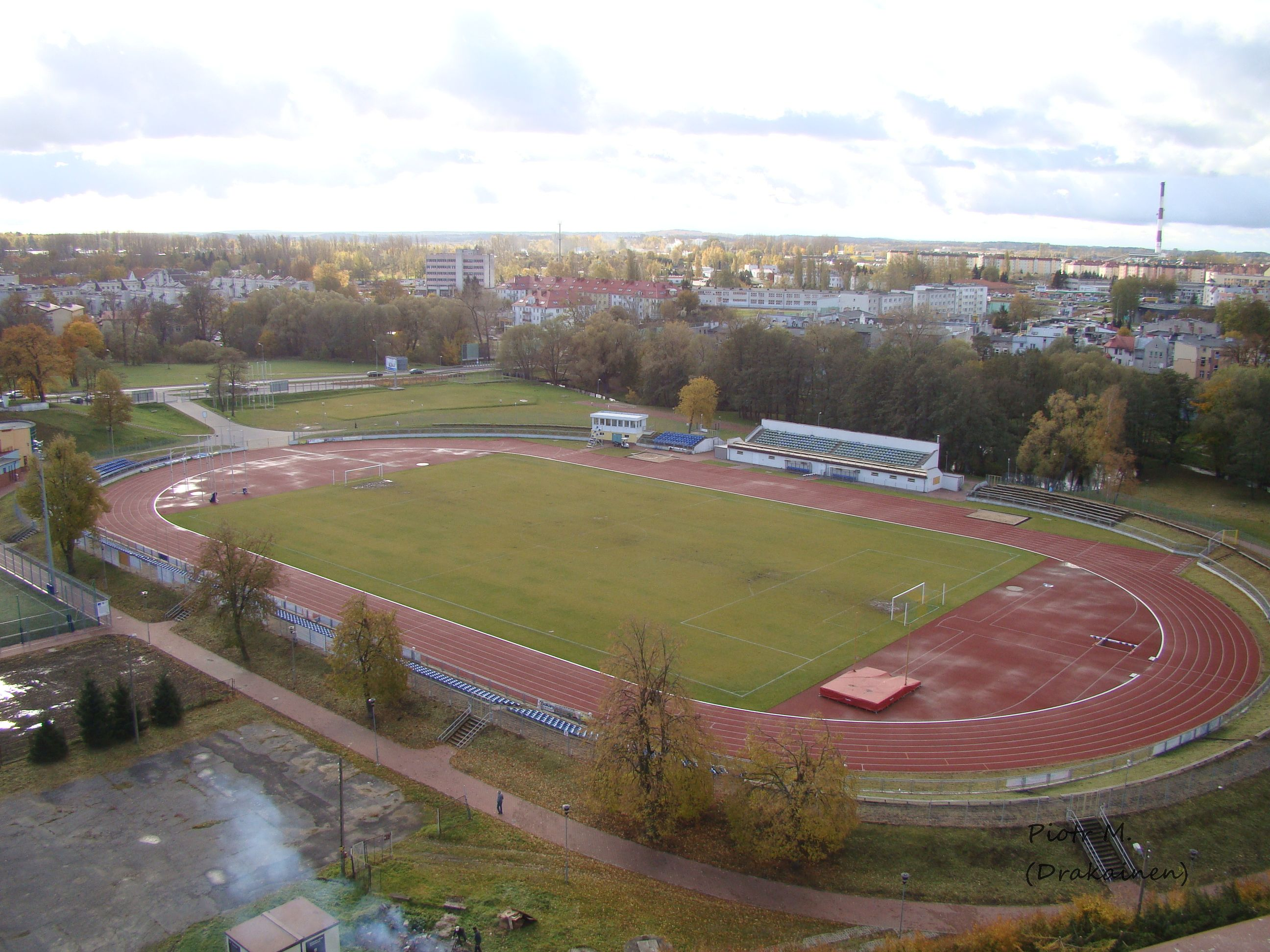
Stadion Bałtyku Koszalin

Aktualnie w klubie KKPN Bałtyk trenuje około 300 zawodników. Klub posiada 11 zespołów, w tym 1 zespół seniorów. W klubie zatrudnionych jest 11 szkoleniowców. W kategoriach młodzieżowych klub od wielu lat odnosi największe sukcesy w regionie. Wielokrotnie wygrywał w ligach grup młodzieżowych prowadzonych przez KOZPN Koszalin w kategoriach orlików, młodzików i trampkarzy. W rozgrywkach ligi wojewódzkiej juniorów starszych i młodszych należy do czołówki ligi. Obecnie zawodnicy trenujący w KKPN Bałtyk uczęszczają do klas sportowych w czterech szkołach miasta Koszalina. Klasy 4-6 znajdują się w Szkole Podstawowej nr 7, gdzie powstał UKS Bałtyk SP7 Koszalin. Klub współpracuje z Gimnazjum nr 6 gdzie znajdują się klasy sportowe dla trenujących w klubie Bałtyk. Młodzież starsza uczęszcza do klas sportowych w Liceum Ekonomicznym (klasy 1-3).
KKPN Bałtyk zorganizował wiele imprez sportowo-rekreacyjnych i charytatywnych. Do najgłośniejszych należą:
- mecz Orłów Górskiego przeciwko reprezentacji Koszalina;
- mecz charytatywny dla Dariusza Płaczkiewicza "Gramy dla Darka";
- mecz Polska - Szwecja U-18;
- mecz Polska - Belgia U-18;
- mecz charytatywny "Gramy dla Natalii Adamczewskiej i Dawida Krauze" (Bałtyk Koszalin–Lech Poznań).

Klub posiada odznaczenia i nagrody: 
- Złota Odznaka OZPN Koszalin za działalność sportową;
- NAGRODA II STOPNIA MINISTRA EDUKACJI NARODOWEJ – za działalność edukacyjną i sportową;
- Tytuł najlepszego klubu młodzieżowego w województwie koszalińskim;
- III Miejsce w MP juniorów starszych w sezonie 2010/11.

Bałtyk wielokrotnie zajmował również miejsca na podium w międzynarodowych turniejach takich jak Remes Cup, Dobiegniew Cup itd.

### Historia
Koszaliński Klub Sportowy Bałtyk został założony w 1946. W 1950 nastąpiło połączenie z Gwardią i Pocztowcem, które zakończyło się rozpadem w następnym roku. W 1952 powołano ZS Start, w tym samym roku Start został połączony z Pionierem. W 1955 nazwa klubu brzmiała KS Start/Bałtyk, w styczniu 1957 zmieniono ją na KKS Bałtyk. W 1967 nastąpiło połączenie z Płomieniem.
W sezonie 1972/73, Bałtyk zajął 15. miejsce w czwartej grupie III ligi. Natomiast w sezonie 1978/79 zajął 14. miejsce w pierwszej grupie III ligi. W latach 1979–1992 klub nie prowadził sekcji piłkarskiej.
W 1995, dzięki staraniom braci Jana i Zenona Bednarków, przekształcono wznowioną trzy lata wcześniej sekcję piłki nożnej KKS Bałtyk w samodzielny klub pod nazwą KKPN Bałtyk. Zespół seniorów powstał latem 2007 roku, rozpoczynając rozgrywki w klasie A. Pierwszym prezesem klubu został Jan Bednarek, który funkcję tę pełnił do 1997 roku, kiedy został prezesem OZPN Koszalin i zrezygnował z przewodzenia KKPN Bałtyk. Wówczas funkcję prezesa objął Zenon Bednarek, który pełni ją do dziś.

### Klub w rozgrywkach ligowych
| Sezon   | Liga                                  | Pozycja | Punkty | Bramki | Uwagi  |
| ------- | ------------------------------------- | ------- | ------ | ------ | ------ |
| 2007/08 | Klasa A (Koszalin I)                  | 1       | 62     | 112-32 |        |
| 2008/09 | Klasa okręgowa (Koszalin północ)      | 1       | 76     | 168-32 | awans  |
| 2009/10 | V liga (Koszalin)                     | 1       | 79     | 100-22 | awans  |
| 2010/11 | IV liga (zachodniopomorska)           | 1       | 68     | 85-31  | awans  |
| 2011/12 | III liga (pomorsko-zachodniopomorska) | 14      | 30     | 28-35  | spadek |
| 2012/13 | IV liga (zachodniopomorska)           | 1       | 72     | 93-23  | awans  |
| 2013/14 | III liga (pomorsko-zachodniopomorska) | 2       | 55     | 56-26  |        |
| 2014/15 | III liga (pomorsko-zachodniopomorska) | 13      | 31     | 35-45  |        |
| 2015/16 | III liga (pomorsko-zachodniopomorska) | 15      | 19     | 21-60  | spadek |
| 2016/17 | IV liga (zachodniopomorska)           | 2       | 80     | 80-23  |        |
| 2017/18 | IV liga (zachodniopomorska)           | 1       | 88     | 106-21 | awans  |
| 2018/19 | III liga, gr. II                      | 13      | 40     | 57-75  |        |
| 2019/20 | III liga, gr. II                      | 13      | 17     | 17-35  | [ b ]  |
| 2020/21 | III liga, gr. II                      | 13      | 48     | 63-56  | [ c ]  |
| 2021/22 | III liga, gr. II                      | 16      | 35     | 40-58  | spadek |
| 2022/23 | IV liga (zachodniopomorska)           | 3       | 79     | 113-23 |        |
| 2023/24 | IV liga (zachodniopomorska)           | 3       | 86     | 106-23 |        |

| Oznaczenie kolorami   |
| --------------------- |
| drugi poziom ligowy   |
| trzeci poziom ligowy  |
| czwarty poziom ligowy |
| piąty poziom ligowy   |
| szósty poziom ligowy  |
| siódmy poziom ligowy  |

### Wychowankowie
Dotychczas klub wychował kilku reprezentantów Polski oraz kilku piłkarzy grających w polskiej ekstraklasie. Do najlepszych wychowanków klubu należą: 
- Sebastian Mila – wicemistrz Europy U-16, uczestnik MŚ U-17 w Nowej Zelandii, wielokrotny reprezentant Polski.
- Kacper Kozłowski – reprezentował Polskę w klasach wiekowych U-15, U-17 i U-19, 28 marca 2021 zadebiutował w pierwszej reprezentacji Polski w wygranym 3:0 meczu z Andorą[5]. Zmienił w 73. minucie Piotra Zielińskiego[5]. Stał się tym samym, w wieku 17 lat i 164 dni, drugim najmłodszym debiutantem w historii zespołu po Włodzimierzu Lubańskim[6]. Obecnie zawodnik Union SG (wypożyczony z Brighton & Hove Albion)
- Sebastian Rudol – reprezentant U-19, medalista mistrzostw Europy U-19, wieloletni zawodnik Pogoni Szczecin, obecnie Widzew Łódź[7]
- Wojciech Pawłowski – grał m.in. w Lechii Gdańsk, Śląsku Wrocław, Bytovi Bytów, Górniku Zabrze, obecnie zawodnik Widzewa Łódź
- Mateusz Kwiatkowski – Ruch Chorzów, Legionovia, Stilon Gorzów Wielkopolski, Błekitnych Stargard obecnie zawodnik Świtu Nowy Dwór Mazowiecki
- Paweł Łysiak – reprezentant Polski U-19, Wolfsburg, Wisła Płock, SV Eichede (Niemcy), obecnie Korona Kielce
- Łukasz Bednarek – wielokrotny reprezentant Polski w kategoriach wiekowych U-14 do U-18 (sędzia piłkarski)
- Marcin Bednarek – reprezentant Polski U-16, następnie zawodnik SMS Szamotuły i Sokoła Pniewy, obecnie trener KKPN Bałtyk
- Mateusz Kaźmierczak – reprezentant Polski U-15, U-16 i U- 17, zawodnik Wisły Kraków. Po wyleczeniu kontuzji kolana został zawodnikiem zespołu seniorów Bałtyku Koszalin. Jest również trenerem grup młodzieżowych KKPN Bałtyk.
- Dominik Husejko – reprezentant Polski U-15, U-16 i U-17, był zawodnikiem Wisły Kraków, obecnie III-ligowy Bałtyk Koszalin
- Radosław Feliński – reprezentant Polski U-15, U-16, U-17 i U-18 obecnie IV-ligowy Leśnik Manowo, (wcześniej II ligowy Motor Lublin)
- Arkadiusz i Łukasz Mokrzyccy – SMS Szamotuły, Zagłębie Lubin, a obecnie Mieszko Gniezno
- Daniel Chyła – SMS Szamotuły, Zagłębie Lubin, Górnik Polkowice, Flota Świnoujście, Chojniczanka Chojnice obecnie Gwardia Koszalin
- Radosław Mikołajczak – SMS Szamotuły, obecnie Warta Gorzów Wielkopolski
- Krystian Kujawa – Wisła Kraków, Garbarnia Kraków
- Bartłomiej Poczobut – Bytovia Bytów
- Maciej Kazimierowicz – Błękitni Stargard, Widzew Łódź obecnie Skra Częstochowa
- Filip Karmański – Błękitni Stargard
- Bartłomiej Putno - KKS 1925 Kalisz

### Skład na sezon 2020/21
- Trener: Mariusz Lenartowicz

Stan na 7 sierpnia 2020
| Nr | Poz. | Piłkarz             |
| -- | ---- | ------------------- |
| 1  | BR   | Oskar Pogorzelec    |
| 23 | BR   | Jakub De Clerck     |
| 8  | OB   | Michał Czenko       |
| 14 | OB   | Łukasz Duszkiewicz  |
|    | OB   | Hubert Górka        |
| 4  | OB   | Arkadiusz Jasitczak |
| 5  | OB   | Marcel Pietrykowski |
| 3  | OB   | Jędrzej Ponurko     |
| 19 | OB   | Krystian Ryfa       |
| 6  | OB   | Szymon Waleński     |
|    | OB   | Dawid Kisły         |

| Nr | Poz. | Piłkarz                  |
| -- | ---- | ------------------------ |
| 21 | PO   | Jakub Forczmański        |
| 9  | PO   | Sebastian Ginter         |
| 7  | PO   | Maciej Gregorek          |
| 20 | PO   | Jakub Janasik            |
| 16 | PO   | Bartłomiej Putno         |
| 10 | PO   | Paweł Rak                |
|    | PO   | Krystian Kąkol           |
| 15 | PO   | Paweł Jachno             |
| 99 | NA   | Dawid Gruchała-Węsierski |
|    | NA   | Jan Król                 |

### Władze klubu[9]
- Prezes: Dariusz Płaczkiewicz
- Wiceprezes: Mariusz Lenartowicz, Mariusz Wiewióra
- Dyrektor Akademii Piłkarskiej Bałtyku Koszalin: Krzysztof Karpowicz
- Sekretarz: Mariusz Rychlewski
- Skarbnik: Paweł Sominka
- Pozostali członkowie zarządu: Mariusz Kozłowski, Mirosław Wiszniewski, Edmund Madziong, Andrzej Kaźmierczak, Maciej Bartnik, Arkadiusz Jasitczak, Arkadiusz Wojciechowski
- Komisja rewizyjna: Marcin Bednarek – przewodniczący, Andrzej Lewucha – sekretarz, Krzysztof Gołaś – członek